# 로빈 맷슨
로빈 맷슨(Robin Mattson, 1956년 6월 1일 ~ )은 미국의 배우, 텔레비전 배우, 영화배우이다.
로스앤젤레스에서 태어났다.

## 영화
- 이승과 저승 (1991년)
- 비앤비 (1987년)
- 대도박 (1984년)
- 용감한 형제 (1977년)
- 천국의 유령 (1974년)
- 환상의 섬 (1967년)
- 범고래 나무 (1966년)
- 애즈 더 월드 턴즈 (1956년)